# Open Nederlandse kampioenschappen zwemmen 2010
De Open Nederlandse kampioenschappen zwemmen 2010 werden gehouden van 11 tot en met 13 juni 2010 in het Pieter van den Hoogenband Zwemstadion in Eindhoven.

## Wedstrijdschema
Hieronder het wedstrijdschema.
| Vrijdag 11/06 | Zaterdag 12/06 | Zondag 13/06 |
| --- | --- | --- |
| Series - vanaf 9:00 uur | | |
| 400 m vrij mannen 400 m vrij vrouwen 200 m rug mannen 200 m rug vrouwen 100 m school mannen 100 m school vrouwen 200 m vlinder mannen 200 m vlinder vrouwen 50 m vrij mannen 50 m vrij vrouwen 200 m wissel mannen 200 m wissel vrouwen 4×200 m vrij mannen 4×100 m vrij vrouwen | 100 m vlinder vrouwen 100 m vlinder mannen 200 m school vrouwen 200 m school mannen 50 m rug vrouwen 50 m rug mannen 400 m wissel mannen 200 m vrij vrouwen 200 m vrij mannen 800 m vrij vrouwen 800 m vrij mannen 4×100 m wissel vrouwen 4×100 m vrije mannen | 100 m vrij mannen 100 m vrij vrouwen 100 m rug mannen 100 m rug vrouwen 50 m school mannen 50 m school vrouwen 400 m wissel vrouwen 50 m vlinder mannen 50 m vlinder vrouwen 1500 m vrij mannen 1500 m vrije vrouwen 4×100 m wissel mannen 4×200 m vrij vrouwen |
| Finales - vanaf 16:30 uur | | |
| 400 m vrij mannen 400 m vrij vrouwen 200 m rug mannen 200 m rug vrouwen 100 m school mannen 100 m school vrouwen 200 m vlinder mannen 200 m vlinder vrouwen 50 m vrij mannen 50 m vrij vrouwen 200 m wissel mannen 200 m wissel vrouwen 4×200 m vrij mannen 4×100 m vrij vrouwen | 100 m vlinder vrouwen 100 m vlinder mannen 200 m school vrouwen 200 m school mannen 50 m rug vrouwen 50 m rug mannen 400 m wissel mannen 200 m vrij vrouwen 200 m vrij mannen 800 m vrij vrouwen 800 m vrij mannen 4×100 m wissel vrouwen 4×100 m vrije mannen | 100 m vrij mannen 100 m vrij vrouwen 100 m rug mannen 100 m rug vrouwen 50 m school mannen 50 m school vrouwen 400 m wissel vrouwen 50 m vlinder mannen 50 m vlinder vrouwen 1500 m vrij mannen 1500 m vrije vrouwen 4×100 m wissel mannen 4×200 m vrij vrouwen |

## Nederlandse records
| Datum        | Onderdeel            | Nieuwe recordhouder | Tijd    | Oude recordhouder | Tijd    | Datum           |
| ------------ | -------------------- | ------------------- | ------- | ----------------- | ------- | --------------- |
| 11 juni 2010 | 200 meter rugslag    | Femke Heemskerk     | 2.11,48 | Jolanda de Rover  | 2.12,38 | 4 augustus 1984 |
| 11 juni 2010 | 200 meter wisselslag | Lieke Verouden      | 2.15,35 | Femke Heemskerk   | 2.15,52 | 5 juni 2008     |

## Podia

### Legenda
- NR = Nederlands record
- NRv = Nederlands record verenigingen
- CR = Kampioenschaps record

### Mannen
| Onderdeel            | Goud                                                                                      | Goud        | Zilver                                                                                         | Zilver   | Brons                                                                                        | Brons    |
| -------------------- | ----------------------------------------------------------------------------------------- | ----------- | ---------------------------------------------------------------------------------------------- | -------- | -------------------------------------------------------------------------------------------- | -------- |
| Vrije slag           |                                                                                           |             |                                                                                                |          |                                                                                              |          |
| 50 m                 | Robin van Aggele AZ&PC                                                                    | 23,16       | Sebastiaan Verschuren NZA                                                                      | 23,26    | Jan Kersten De Columbiaan                                                                    | 23,49    |
| 100 m                | Sebastiaan Verschuren NZA                                                                 | 49,39       | Joeri Verlinden Eiffel Swimmers PSV                                                            | 51,03    | Stefan de Die NZA                                                                            | 51,19    |
| 200 m                | Sebastiaan Verschuren NZA                                                                 | 1.47,10     | Stefan de Die NZA                                                                              | 1.51,10  | Joost Reijns NZA                                                                             | 1.51,56  |
| 400 m                | Sebastiaan Verschuren NZA                                                                 | 3.52,71     | Arjen van der Meulen Eiffel Swimmers PSV                                                       | 3.57,46  | Joost Reijns NZA                                                                             | 4.01,24  |
| 800 m                | Ferry Weertman DWK                                                                        | 8.28,90     | Mark Moussa AZ&PC                                                                              | 8.36,11  | Vincent van Iperen ZV Orca                                                                   | 8.52,83  |
| 1500 m               | Arjen van der Meulen Eiffel Swimmers PSV                                                  | 15.42,36    | Davy Verreussel Hellas-Glana                                                                   | 16.07,50 | Mark Moussa AZ&PC                                                                            | 16.23,18 |
| Rugslag              |                                                                                           |             |                                                                                                |          |                                                                                              |          |
| 50 m                 | Bastiaan Lijesen Eiffel Swimmers PSV                                                      | 25,76 CR    | Nick Driebergen NZA                                                                            | 25,80    | Jurjen Willemsen Eiffel Swimmers PSV                                                         | 26,46    |
| 100 m                | Nick Driebergen NZA                                                                       | 55,52       | Jurjen Willemsen Eiffel Swimmers PSV                                                           | 56,35    | Joey de Ruiter Eiffel Swimmers PSV                                                           | 58,07    |
| 200 m                | Nick Driebergen NZA                                                                       | 2.01,74     | Jurjen Willemsen Eiffel Swimmers PSV                                                           | 2.02,71  | Henk van Niejenhuis De Dolfijn                                                               | 2.07,24  |
| Schoolslag           |                                                                                           |             |                                                                                                |          |                                                                                              |          |
| 50 m                 | Lennart Stekelenburg NZA                                                                  | 28,51       | Robin van Aggele AZ&PC                                                                         | 28,76    | Bram Dekker Eiffel Swimmers PSV Rudy Ted de Haan Team Groningen                              | 29,46    |
| 100 m                | Alexander Dale Oen Vestkantsvømmerne                                                      | 1.01,76 CR  | Bram Dekker Eiffel Swimmers PSV                                                                | 1.02,85  | Lennart Stekelenburg NZA Robin van Aggele AZ&PC                                              | 1.03,15  |
| 200 m                | Devi Wolthuizen TriVia                                                                    | 2.17,18     | Lennart Stekelenburg NZA                                                                       | 2.22,28  | Stefan Hazeleger DWK                                                                         | 2.23,31  |
| Vlinderslag          |                                                                                           |             |                                                                                                |          |                                                                                              |          |
| 50 m                 | Joeri Verlinden Eiffel Swimmers PSV                                                       | 24,36       | Marc Kremer TriVia                                                                             | 24,94    | Jeroen Stuut TriVia                                                                          | 25,24    |
| 100 m                | Joeri Verlinden Eiffel Swimmers PSV                                                       | 52,88 CR    | Robin van Aggele AZ&PC                                                                         | 54,20    | Jurjen Willemsen Eiffel Swimmers PSV                                                         | 55,41    |
| 200 m                | Joeri Verlinden Eiffel Swimmers PSV                                                       | 2.00,73     | Fabian Beimin OZ&PC                                                                            | 2.04,02  | Wouter Houtman Eiffel Swimmers PSV                                                           | 2.04,48  |
| Wisselslag           |                                                                                           |             |                                                                                                |          |                                                                                              |          |
| 200 m                | Bram Dekker Eiffel Swimmers PSV                                                           | 2.05,09     | Sébas van Lith Aqua-Novio'94                                                                   | 2.07,01  | Mike Marissen AZ&PC                                                                          | 2.07,39  |
| 400 m                | Davy Verreusel Hellas-Glana                                                               | 4.28,07     | Bram Dekker Eiffel Swimmers PSV                                                                | 4.28,35  | Vincent van Iperen ZV Orca                                                                   | 4.33,32  |
| Vrije slag estafette |                                                                                           |             |                                                                                                |          |                                                                                              |          |
| 4×100 m              | De Dolfijn 1 Joost Reijns Bas van Velthoven Stefan de Die Sebastiaan Verschuren           | 3.20,95     | AZ&PC 1 Joran Barends Robin van Aggele Geert Lantink Mike Marissen                             | 3.25,24  | Eiffel Swimmers PSV 1 Joeri Verlinden Pieter Timmers Jasper van Mierlo Rutger van Oosterhout | 3.25,34  |
| 4×200 m              | De Dolfijn 1 Joost Reijns Bas van Velthoven Stefan de Die Sebastiaan Verschuren           | 7.24,90 NRv | Eiffel Swimmers PSV 1 Rutger van Oosterhout Joeri Verlinden Dion Dreesens Arjen van der Meulen | 7.33,17  | AZ&PC 1 Robin van Aggele Joran Barends Mark Moussa Mike Marissen                             | 7.50,90  |
| Wisselslag Estafette |                                                                                           |             |                                                                                                |          |                                                                                              |          |
| 4×100 m              | De Dolfijn 1 Nick Driebergen Lennart Stekelenburg Bas van Velthoven Sebastiaan Verschuren | 3.42,06 CR  | Eiffel Swimmers PSV 1 Bastiaan Lijesen Bram Dekker Joeri Verlinden Rutger van Oosterhout       | 3.43,05  | AZ&PC 1 Joran Barends Robin van Aggele Mike Marissen Geert Lantink                           | 3.49,54  |

### Vrouwen
| Onderdeel            | Goud                                                                                              | Goud           | Zilver                                                                            | Zilver   | Brons                                                                         | Brons    |
| -------------------- | ------------------------------------------------------------------------------------------------- | -------------- | --------------------------------------------------------------------------------- | -------- | ----------------------------------------------------------------------------- | -------- |
| Vrije slag           |                                                                                                   |                |                                                                                   |          |                                                                               |          |
| 50 m                 | Ranomi Kromowidjojo Eiffel Swimmers PSV                                                           | 24,67          | Femke Heemskerk NZA                                                               | 25,37    | Ilse Kraaijeveld ZV Orca                                                      | 25,70    |
| 100 m                | Femke Heemskerk NZA/small>                                                                        | 54,28          | Ilse Kraaijeveld ZV Orca                                                          | 55,47    | Elise Bouwens NZA                                                             | 56,61    |
| 200 m                | Femke Heemskerk NZA                                                                               | 1.58,54        | Rieneke Terink AZ&PC                                                              | 2.01,69  | Saskia de Jonge NZA                                                           | 2.02,02  |
| 400 m                | Rieneke Terink AZ&PC                                                                              | 4.17,43        | Marieke Nijhuis OZ&PC                                                             | 4.23,01  | Marion van den Berg DWK                                                       | 4.23,45  |
| 800 m                | Marion van den Berg DWK                                                                           | 9.03,98        | Marieke Nijhuis OZ&PC                                                             | 9.08,24  | Leonie van Noort De Zijl LGB                                                  | 9.11,52  |
| 1500 m               | Marion van den Berg DWK                                                                           | 17.23,16       | Marieke Nijhuis OZ&PC                                                             | 17.42,92 | Leonie van Noort De Zijl LGB                                                  | 17.52,19 |
| Rugslag              |                                                                                                   |                |                                                                                   |          |                                                                               |          |
| 50 m                 | Ranomi Kromowidjojo Eiffel Swimmers PSV                                                           | 28,76          | Anja van der Hout De Dolfijn                                                      | 29,54    | Sylvia Dik TriVia                                                             | 29,78    |
| 100 m                | Wendy van der Zanden Eiffel Swimmers PSV                                                          | 1.02,63        | Mariët Koster ZPC Bikkel Hoogeveen                                                | 1.03,47  | Evy Witlox NZA                                                                | 1.03,78  |
| 200 m                | Femke Heemskerk NZA                                                                               | 2.11,48 NR, CR | Wendy van der Zanden Eiffel Swimmers PSV                                          | 2.14,52  | Mariët Koster ZPC Bikkel Hoogeveen                                            | 2.17,47  |
| Schoolslag           |                                                                                                   |                |                                                                                   |          |                                                                               |          |
| 50 m                 | Moniek Nijhuis NZA                                                                                | 32,26          | Anouk Elzerman De Dolfijn                                                         | 32,87    | Lona Kroese NZA                                                               | 32,92    |
| 100 m                | Moniek Nijhuis NZA                                                                                | 1.10,59        | Lia Dekker RTC-Drachten                                                           | 1.11,10  | Loes Zanderink AZ&PC                                                          | 1.11,15  |
| 200 m                | Fanny Lecluyse Nord Pas de Calais                                                                 | 2.32,40        | Loes Zanderink AZ&PC                                                              | 2.32,60  | Lia Dekker RTC-Drachten                                                       | 2.32,73  |
| Vlinderslag          |                                                                                                   |                |                                                                                   |          |                                                                               |          |
| 50 m                 | Ranomi Kromowidjojo Eiffel Swimmers PSV                                                           | 26,25          | Kelly de Jong NZA                                                                 | 28,11    | Willemijn Knot De Dolfijn                                                     | 28,30    |
| 100 m                | Sharon van Rouwendaal Eiffel Swimmers PSV                                                         | 1.01,21        | Kelly de Jong NZA                                                                 | 1.02,14  | Andrea Kneppers ZV Hoorn                                                      | 1.02,58  |
| 200 m                | Sharon van Rouwendaal Eiffel Swimmers PSV                                                         | 2.14,71        | Lenneke van Schaik De Dolfijn                                                     | 2.19,36  | Marloes Oldenburg TriVia                                                      | 2.22,02  |
| Wisselslag           |                                                                                                   |                |                                                                                   |          |                                                                               |          |
| 200 m                | Lieke Verouden AZ&PC                                                                              | 2.15,35 NR, CR | Joëlle Scheps WVZ                                                                 | 2.18,53  | Fanny Lecluyse Nord Pas de Calais                                             | 2.18,93  |
| 400 m                | Lieke Verouden AZ&PC                                                                              | 4.48,49 CR     | Rieneke Terink AZ&PC                                                              | 4.54,15  | Judith Stap De Stormvogel                                                     | 4.59,37  |
| Vrije slag estafette |                                                                                                   |                |                                                                                   |          |                                                                               |          |
| 4×100 m              | Eiffel Swimmers PSV 1 Jovanna Koens Wendy van der Zanden Clarissa van Rheenen Maud van der Meer   | 3.47,99        | AZ&PC 1 Rieneke Terink Ilse van Hoorn Lieke Verouden Lotte Wilms                  | 3.53,70  | De Dolfijn 1 Willemijn Knot Silke Oude Weernink Anja van der Hout Lona Kroese | 3.53,74  |
| 4×200 m              | Eiffel Swimmers PSV 1 Clarissa van Rheenen Maud van der Meer Pauline van Dam Wendy van der Zanden | 8.21,35        | AZ&PC 1 Lotte Wilms Lieke Verouden Ilse van Hoorn Rieneke Terink                  | 8.23,95  | De Dolfijn 1 Willemijn Knot Lenneke van Schaik Anja van der Hout Lona Kroese  | 8.34,02  |
| Wisselslag estafette |                                                                                                   |                |                                                                                   |          |                                                                               |          |
| 4×100 m              | De Dolfijn 1 Kira Toussaint Moniek Nijhuis Willemijn Knot Lona Kroese                             | 4.14,78        | De Dolfijn 2 Femke Heemskerk Anouk Elzerman Anja van der Hout Silke Oude Weernink | 4.15,74  | AZ&PC 1 Rieneke Terink Loes Zanderink Lieke Verouden Lotte Wilms              | 4.16,85  |